# Kaitlyn Christian
Kaitlyn Christian, née le 13 janvier 1992, est une joueuse de tennis américaine, professionnelle depuis 2016.

## Carrière
En 2018, elle atteint sa première finale WTA en double à Acapulco avec Sabrina Santamaria.

## Palmarès

### Titre en double dames
| No | Date       | Nom et lieu du tournoi        | Catégorie | Dotation  | Surface    | Partenaire       | Finalistes         | Score    |          |
| -- | ---------- | ----------------------------- | --------- | --------- | ---------- | ---------------- | ------------------ | -------- | -------- |
| 1  | 21-02-2022 | Abierto Akron Zapopan Zapopan | WTA 250   | 239 477 $ | Dur (ext.) | Lidziya Marozava | Wang Xinyu Zhu Lin | 7-5, 6-3 | Parcours |

### Finales en double dames
| No | Date       | Nom et lieu du tournoi                         | Catégorie | Dotation  | Surface    | Vainqueures                  | Partenaire         | Score            |          |
| -- | ---------- | ---------------------------------------------- | --------- | --------- | ---------- | ---------------------------- | ------------------ | ---------------- | -------- |
| 1  | 26-02-2018 | Abierto Mexicano Telcel por HSBC Acapulco      | Intern'l  | 226 750 $ | Dur (ext.) | Tatjana Maria Heather Watson | Sabrina Santamaria | 7-5, 2-6, [10-2] | Parcours |
| 2  | 14-10-2019 | BGL BNP Paribas Open Luxembourg                | Intern'l  | 226 750 $ | Dur (int.) | Cori Gauff Catherine McNally | Alexa Guarachi     | 6-2, 6-2         | Parcours |
| 3  | 10-02-2020 | St. Petersburg Ladies Trophy Saint-Pétersbourg | Premier   | 782 900 $ | Dur (int.) | Shuko Aoyama Ena Shibahara   | Alexa Guarachi     | 4-6, 6-0, [10-3] | Parcours |
| 4  | 15-03-2021 | St. Petersburg Ladies Trophy Saint-Pétersbourg | WTA 500   | 565 530 $ | Dur (int.) | Nadiia Kichenok Raluca Olaru | Sabrina Santamaria | 2-6, 6-3, [10-8] | Parcours |
| 5  | 20-09-2021 | Ostrava Open Ostrava                           | WTA 500   | 565 530 $ | Dur (int.) | Sania Mirza Zhang Shuai      | Erin Routliffe     | 6-3, 6-2         | Parcours |

### Titre en double en WTA 125
| No | Date       | Nom et lieu du tournoi             | Catégorie | Dotation  | Surface      | Partenaire         | Finalistes                  | Score            |          |
| -- | ---------- | ---------------------------------- | --------- | --------- | ------------ | ------------------ | --------------------------- | ---------------- | -------- |
| 1  | 03-05-2021 | L'Open 35 de Saint-Malo Saint-Malo | WTA 125   | 115 000 $ | Terre (ext.) | Sabrina Santamaria | Hayley Carter Luisa Stefani | 7-6, 4-6, [10-5] | Parcours |

## Parcours en Grand Chelem

### En simple dames
N'a jamais participé à un tableau final.

### En double dames
| Année | Open d'Australie             | Open d'Australie       | Internationaux de France   | Internationaux de France | Wimbledon                 | Wimbledon           | US Open                      | US Open           |
| ----- | ---------------------------- | ---------------------- | -------------------------- | ------------------------ | ------------------------- | ------------------- | ---------------------------- | ----------------- |
| 2015  | —                            | —                      | —                          | —                        | —                         | —                   | 1er tour (1/32) Santamaria   | Hingis Mirza      |
|       |                              |                        |                            |                          |                           |                     |                              |                   |
| 2018  | —                            | —                      | 2e tour (1/16) Witthöft    | Dabrowski Xu             | 2e tour (1/16) Bogdan     | Begu Niculescu      | 1er tour (1/32) Peterson     | Hradecká Makarova |
| 2019  | 1/8 de finale Muhammad       | Klepač Martínez        | 1er tour (1/32) Olmos      | Anisimova Knoll          | 1er tour (1/32) Jakupović | Aoyama Krunić       | 1er tour (1/32) Arruabarrena | Duan Zhang S.     |
| 2020  | 2e tour (1/16) Guarachi      | Chan L. Chan           | 2e tour (1/16) Olmos       | Babos Mladenovic         | Annulé                    | Annulé              | 1er tour (1/16) Olmos        | Babos Mladenovic  |
| 2021  | 1er tour (1/32) Arruabarrena | Dabrowski Mattek-Sands | 1er tour (1/32) Santamaria | Diyas Gracheva           | 2e tour (1/16) Hibino     | Siegemund Zvonareva | 1er tour (1/32) Hibino       | Kalinina Voráčová |
| 2022  | 1er tour (1/32) Marozava     | Martić Rogers          | 2e tour (1/16) Marozava    | Rosolska Routliffe       | 1er tour (1/32) Udvardy   | Melichar Perez      | 2e tour (1/16) Marozava      | Aoyama Hao-ching  |
| 2023  | 1er tour (1/32) D. Kovinić   | M. Kato A. Sutjiadi    | —                          | —                        | —                         | —                   | —                            | —                 |

N.B. : le nom de la partenaire se trouve sous le résultat ; le nom des ultimes adversaires se trouve à droite.

## Classements WTA en fin de saison
| Année          | 2012 | 2013 | 2014 | 2015 | 2016 | 2017 | 2018 | 2019 | 2020 | 2021 | 2022 | 2023 |
| Rang en simple | –    | –    | –    | –    | 765  | 677  | –    | –    | –    | –    | –    | –    |
| Rang en double | 627  | 1078 | 740  | 359  | 731  | 119  | 53   | 61   | 59   | 60   | 64   | 193  |

Source : (en) Classements de Kaitlyn Christian sur le site officiel de la Fédération internationale de tennis